# فيكتور فيتو
فيكتور فيتو (بالإنجليزية: Victor Vito)‏ هو لاعب اتحاد الرغبي نيوزلندي، ولد في 27 مارس 1987 في ويلينغتون في نيوزيلندا.

## وصلات خارجية
- فيكتور فيتو على موقع سلسلة سباعيات الرغبي العالمية - رجال (الإنجليزية)
- فيكتور فيتو عل موقع إسبنسكروم (الإنجليزية)
- فيكتور فيتو على موقع ItsRugby.co.uk (الإنجليزية)